# إيروس غريزدا
إيروس غريزدا (بالألبانية: Eros Grezda‏) (15 أبريل 1995 بجاكوفا في صربيا - ) هو لاعب كرة قدم ألباني في مركز الهجوم. شارك مع منتخب ألبانيا تحت 21 سنة لكرة القدم ومنتخب ألبانيا لكرة القدم. أما مع النوادي، فقد لعب مع نادي لوكوموتيفا وNK Aluminij ‏ وNK Zavrč ‏.

## وصلات خارجية
- إيروس غريزدا على موقع الاتحاد الأوربي (الإنجليزية)
- إيروس غريزدا على موقع اتحاد تركيا (لاعب) (الإنجليزية)
- إيروس غريزدا على موقع قاعدة بيانات كرة القدم.إي يو (الإنجليزية)
- إيروس غريزدا على موقع ناشيونال فوتبول تيمز (الإنجليزية)
- إيروس غريزدا على موقع Soccerway.com (الإنجليزية)
- إيروس غريزدا على موقع عالم كرة القدم.نت (الإنجليزية)
- إيروس غريزدا على موقع AS.com (الإسبانية)